# Альтенбург, Иоганн Эрнст
Иоганн Эрнст Альтенбург (нем. Johann Ernst Altenburg; 15 июня 1734, Вайсенфельс — 14 мая 1801, Биттерфельд) — немецкий композитор, органист и трубач.

## Биография
Сын придворного трубача, служившего с 1709 года герцогу Саксен-Вейсенфельскому Иоганну Адольфу II, а с 1711 года — придворным трубачом у герцога Саксен-Вейсенфельского Кристиана. Учился у отца, позже у Иоганна Христофа Альтниколя и Иоганна Теодора Роемхильдта. В 18-летнем возрасте Иоганн Эрнст был официально признан музыкантом-трубачом и около девяти лет провёл за границей.
Во время Семилетней войны в качестве трубача сопровождал французское войско; с 1770 года служил органистом в Биттерфельде. За это время приобрел сомнительную репутацию «дикого органиста», чье неподобающее поведение привело к неоднократным судебным процессам и завершилось в 1792 году обвинением в государственной измене, которое позже было снято. Умер там же в бедности и нужде в мае 1801 года.

## Творчество
Автор шести сонат для клавесина .
Известен своими знаниями о гильдии трубачей и литавристов, их героико-музыкального искусства. Автор учебника инструментовки для труб и литавр «Anleitung zur heroischmusikalischen Trompeter-nnd Pauken-Kunst» (Галле, 1795), который можно считать старейшей напечатанной немецкой школы трубы и, прежде всего, важным свидетельством древнего искусства трубить.
Альтенбург резюмировал все «знания» своего времени об истории трубного искусства — правда, интерпретирующим образом, на который повлияли его собственные исследования. Использовал, по крайней мере, 118 работ по крайней мере 104 авторов, известных по имени и девяти других анонимных авторов. Цитируемая им литература касается, в первую очередь, общеисторических, религиозных и правовых вопросов.
В этой работе опубликованы некоторые сочинения, авторство которых в значительной степени неясно, например, Бициний (малый дуэт) для 2-х труб и клариона; Бурра 2-х труб и клариона; tricinium (трио) для полонеза; quatrizinium (квартет) Allegro модерато и хорал «Из глубины моего сердца» для 3 кларионов, соло-трубы и литавр и др.

## Память
- В Германии учреждён конкурс трубачей имени Иоганна Альтенбурга.